# Црква преподобне мученице Параскеве у Трњану
Црква преподобне мученице Параскеве у Трњану, насељеном месту на територији општине Алексинац, припада Епархији нишкој Српске православне цркве.
Храм је подигнут 1833. године када је и освећен. На основу оскудних историјских података знамо да је 1833. године ово била манастирска Црква. Срушена је и спаљена од Турака 1836. године. Обновљена је 1841. године као парохијска црква. Обнављана је више пута. У порти налази се стари парохијски дом. антиминс је освећен 1973. године и потписан руком епископа жичког Василија Костића, администратора нишке епископије.